# Apopestes obscura
Apopestes obscura là một loài bướm đêm trong họ Erebidae.